# Le Pâquier FR
| FR ist das Kürzel für den Kanton Freiburg in der Schweiz. Es wird verwendet, um Verwechslungen mit anderen Einträgen des Namens Le Pâquier zu vermeiden. |

Le Pâquier (Freiburger Patois Le Patchiⓘ) ist eine politische Gemeinde im Greyerzbezirk des Kantons Freiburg in der Schweiz. Zur Unterscheidung mit weiteren Ortschaften desselben Namens erhält das Dorf oft den inoffiziellen Zusatz Le Pâquier-Montbarry. Der frühere deutsche Name Rinderweide wird heute nicht mehr verwendet.

## Geographie

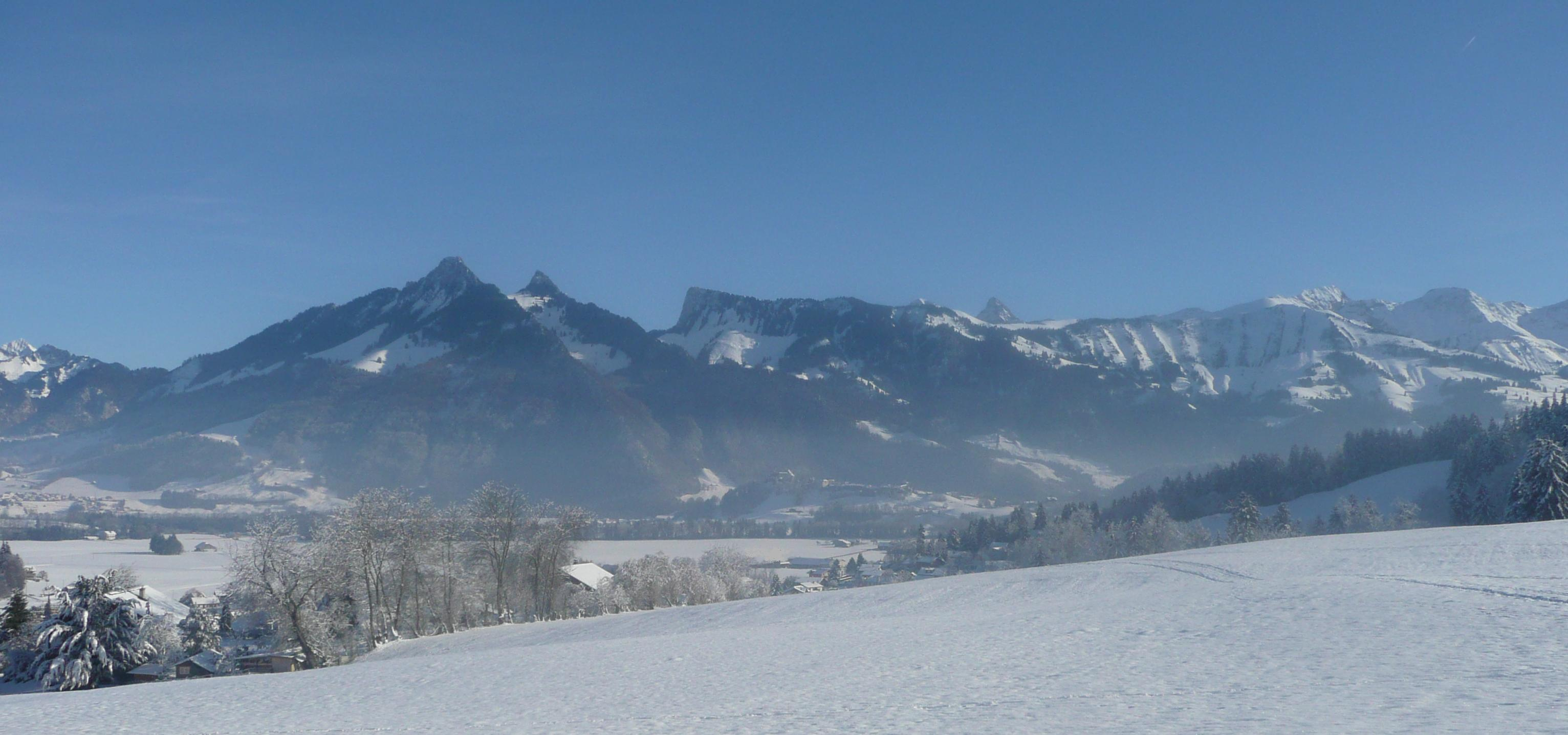
Le Pâquier

Le Pâquier liegt auf 747 m ü. M., 3 km südlich des Bezirkshauptortes Bulle (Luftlinie). Das Dorf erstreckt sich beidseits eines auf der Höhe La Chia entspringenden Baches, leicht erhöht am westlichen Rand des breiten Saanetals, im Greyerzerland am Alpennordfuss nördlich des Moléson.
Die Fläche des 4,5 km² grossen Gemeindegebiets umfasst einen Abschnitt des Beckens von Bulle im freiburgischen Alpenvorland. Im Osten hat Le Pâquier einen kleinen Anteil an der Ebene zwischen La Tour-de-Trême und Gruyères, aus welcher der Waldhügel Sautaux (764 m ü. M.) aufragt. Nach Westen erstreckt sich das Gebiet den durch mehrere kleine Bäche zur Trême entwässerten Hang von Le Pâquier hinauf und erreicht mit 1238 m ü. M. auf einer Waldhöhe am Rand des Moléson-Massivs den höchsten Punkt der Gemeinde. Von der Gemeindefläche entfielen 1997 11 % auf Siedlungen, 17 % auf Wald und Gehölze und 72 % auf Landwirtschaft.
Zu Le Pâquier gehören einige Hofsiedlungen und Einzelhöfe. Nachbargemeinden von Le Pâquier sind Gruyères und Bulle.

## Bevölkerung
Mit 1390 Einwohnern (Stand 31. Dezember 2023) gehört Le Pâquier zu den kleineren Gemeinden des Kantons Freiburg. Von den Bewohnern sind 93,4 % französischsprachig, 4,0 % deutschsprachig und 1,2 % portugiesischsprachig (Stand 2000). Die Bevölkerungszahl von Le Pâquier belief sich 1900 auf 392 Einwohner. Danach stieg die Bevölkerungszahl bis 1970 nur sehr langsam auf 496 Personen an. Erst seither wurde ein rasches Bevölkerungswachstum mit einer Verdoppelung der Einwohnerzahl innerhalb von 20 Jahren verzeichnet.

## Wirtschaft
Le Pâquier war bis in die zweite Hälfte des 20. Jahrhunderts ein vorwiegend durch die Landwirtschaft geprägtes Dorf. Heute haben die Viehzucht und die Milchwirtschaft sowie der Ackerbau nur noch eine geringe Bedeutung in der Erwerbsstruktur der Bevölkerung. Weitere Arbeitsplätze sind im lokalen Kleingewerbe und im Dienstleistungssektor vorhanden. Es gibt einen bedeutenden Betrieb im Metall- und Stahlbau sowie ein Unternehmen der Werbebranche. In den letzten Jahrzehnten hat sich das Dorf auch zu einer Wohngemeinde entwickelt. Zahlreiche Erwerbstätige sind deshalb Wegpendler, die in den Regionen Bulle und Freiburg arbeiten.

## Verkehr
Die Gemeinde liegt abseits der grösseren Durchgangsstrassen, ist aber von Bulle beziehungsweise von La Tour-de-Trême leicht zu erreichen. Der nächste Anschluss an die Autobahn A12, die seit 1981 von Bern bis Vevey durchgehend geöffnet ist, befindet sich rund 6 km vom Ortskern entfernt. Am 23. Juli 1903 wurde die Eisenbahnlinie von Bulle nach Montbovon mit einem Bahnhof in Le Pâquier in Betrieb genommen.

## Geschichte

Historisches Luftbild von Werner Friedli von 1964

Das Gemeindegebiet von Le Pâquier war schon sehr früh besiedelt, was durch Spuren belegt werden konnte, die 1910 entdeckt wurden und aus der mittleren Bronzezeit stammen. Seit dem Mittelalter war Le Pâquier Teil der Grafschaft Greyerz und teilte deren Geschicke. Das Dorf gehörte dabei zur Kastlanei La Tour-de-Trême.
Nachdem die Grafen von Greyerz 1554 Konkurs gingen, kam Le Pâquier 1555 an Freiburg und wurde der Vogtei Greyerz zugeteilt. Im Jahr 1784 wurde südlich des Dorfes eine Mineralquelle entdeckt. Das Quellwasser wurde für die Speisung der Bäder von Montbarry genutzt. Nach dem Zusammenbruch des Ancien Régime (1798) gehörte Le Pâquier zunächst zur Präfektur und ab 1848 zum Bezirk Greyerz.
Heute steht die Fusion von Le Pâquier mit dem benachbarten Städtchen Gruyères zur Diskussion.

## Kultur und Religion
Seit 1919 bildet Le Pâquier eine eigene Kirchgemeinde, vorher gehörte es zur Pfarrei Gruyères.
Am Ortsrand befindet sich das Karmelitinnenkloster Le Carmel du Pâquier.